# デキストラン
デキストラン (dextran) はグルコースのみからなる多糖類の一種。

## 製造法
スクロースを原料として乳酸菌が生産する。基本的には、ショ糖を含む培地で、ある種の細菌を育てる時に生成される。グルコースを唯一の構成成分とし、α-1,6-グリコシド結合を多く含むことが特徴。
産業上有用なデキストランはLeuconostoc mesenteroidesが生産する高分子デキストランを部分的に加水分解し、これを精製する。分岐構造が少なく、デンプンやセルロースと異なり冷水への溶解度が高い。

## 発見の経緯
1820年代ごろから製糖工場でのシラップ中に粘着物が生成され、濾過や結晶化を妨げる物質として知られていた。1861年にPasteurはこの粘質物が微生物の作用であることを発表した。Schieblerは1874年にこれがグルコースの無水重合物で、デキストリンやデンプンと類似した物質であることを究明し、「デキストラン」の名前をつけた。

## 代用血漿として開発の経緯
第二次世界大戦中にスウェーデンのウィルヘルム・ティセリウスの研究グループでは血漿の凍結乾燥の研究が進められていた。当時、代用血漿としてはアラビアゴム等が使用されていたが免疫応答を発現したりするため、問題を抱えていた。同時期、ティセリウスは製糖会社から甜菜抽出物に含まれる粘性の夾雑物によって精製用の濾過機が詰まるので対策の依頼を受けた。調査の結果夾雑物は混入した細菌によって生成されたデキストランであることが判明したので研究目的で兎に注射して抗血清を作らせようとしたもののできなかった。デキストランは生体親和性に優れていたので免疫応答を発現することはなかったので代用血漿として有望だった。そのため1951年にファルマシア社から代用血漿剤Macrodexとして商品化された。

## その他
デキストリンとは類似物質である。
歯にできる歯垢（プラーク）にも含まれる。

## 利用
医薬品、化粧品、写真フィルムなど多様な用途がある。
以下に主な4つのデキストランを挙げる。
- 高分子デキストラン
  - 写真用フィルム添加剤、試薬など
  - 一般用デキストラン
- 工業用原料（X線フィルム添加剤など）
  - デキストラン70
- 医薬品（代用血漿）、医薬添加剤（酸素安定化剤）
  - デキストラン40
- 医薬品（代用血漿・血流改善剤）、化粧品添加剤（保湿剤）
  - その他の用途（対外循環灌流液[5]、血液増量剤、増粘安定剤、保湿剤、飴、ラッカーなど）